# Everardo Espinosa
Everardo Espinosa (* 1893 in Etzatlán, Jalisco; † 11. Februar 1946 in Guadalajara, Jalisco), auch bekannt unter dem Spitznamen El Viejo (spanisch für Der Alte), war ein mexikanischer Fußballspieler, -trainer und -funktionär in den Anfangsjahren des 1906 gegründeten Club Deportivo Guadalajara.

## Leben
Everardo Espinosa spielte nachweislich im Jahr 1910 für den noch jungen Club Deportivo Guadalajara.
Einer Quelle zufolge war Everardo Espinosa auch einer der Urheber des noch heute gültigen Vereinslogos des Club Deportivo Guadalajara, für dessen Urheberschaft einer anderen Quelle zufolge nur sein Bruder José Fernando Espinosa und Ángel Bolumar angegeben werden.
Nach seiner aktiven Laufbahn arbeitete Everardo Espinosa als Trainer und betreute unter anderem 1928 die Selección Jalisco.
In den Jahren 1929 und 1930 war Everardo Espinosa Präsident des Club Deportivo Guadalajara.
Everardo Espinosa verstarb am späten Abend des 11. Februar 1946 in Guadalajara, nachdem er sich wenige Tage zuvor einem komplizierten chirurgischen Eingriff hatte unterziehen müssen, der ihn jedoch nicht von seiner schweren Erkrankung retten konnte.